# タニマチ
タニマチ（谷町）は、相撲界の隠語で、ひいきにしてくれる客、または後援してくれる人、無償スポンサーのこと。プロレス界などといった他のスポーツ、また歌舞伎界や演歌界、宝塚歌劇団を中心に芸能界でも幅広く使われる。

## 概要
主にひいきにしている力士やスポーツ選手、歌手などの芸能人に多額の援助という形で後援し、後見人的立場となっている人物のこと。援助の形態としては繁華街等での豪遊における金銭負担から、本業における多人数分のチケット費負担及び人数動員による客集め、私生活での金銭援助や副業への協力、異性問題等の不祥事処理など多岐にわたる。その見返りに一緒に食事をしたり結婚相手の推薦や評価をした上で結婚式の仲人を務めたりする等して、有名人と特に親しい仲であることを周囲にアピールできる。また、相撲界ではタニマチから提供されるものは相手を精査せずに何でも頂く「ごっつあん体質」が存在する。
特に近年では個人後援会やファンクラブなどの組織が多く普及している。昨今の経済情勢からか、個人後援会やファンクラブの多数台頭に伴い、慣例のタニマチ的行為は少なくなっている。
一方の野球界では、選手に夜の遊びを教えたり甘やかして練習を疎かにさせたり、トラブルに巻き込ませるパターンが問題になっており、阪神タイガースでは当時の関係者である野村克也や星野仙一が著書やインタビューにて何度か苦言をしている{{Efn|ただし、野村も星野も現役時代を含めてタニマチづきあいを行っていた。
特に野村が南海を追い出された理由は沙知代との不倫に当時のタニマチであった高島屋の役員や宗教家との葉上照澄がかばいきれなくなって対立したことも理由と生前は著書などで公言していた。

## 語源
「タニマチ」の語源は諸説あるが、有名なのが、1889年（明治22年）に大阪市南区（現中央区）谷町6丁目で外科「薄病院」を開業した薄恕一（すすき・じょいち 1866 - 1956年）。幕下力士のために、病院内に土俵を設けるほどの好角家で、幕下力士を無料で治療したり、小遣いを与え、「貧乏人は無料、生活できる人は薬代一日四銭、金持ちは二倍でも三倍でも払ってくれ」と言う方針を貫いたと伝えられている。
ほかにも、明治初期に谷町7丁目の医師が同じく相撲好きで、力士から治療費を受け取らなかったことから来ている、という話があり、平成になって、この医師・萩谷義則（1847 - 1902年）の孫で国文学者の萩谷朴が著書で名乗り出たことにより、話題となった。谷町で1887年に所得税を納税し、選挙権・被選挙権を有していたのは、萩谷のみであったという。
この薄恕一と、萩谷義則の婿養子・萩谷理平治（1870年 - 1949年）とで、「大阪市醫師會の紛擾」収拾のため「南区谷町松屋町を中心として医師萩谷理平治氏、医学士薄恕一氏、医師長山泰春氏外百五十七名」とともに連判状を提出したといい、「報知新聞」（大阪版）（大正3年12月19日）に掲載されているという。
ほかにも、谷町の大手呉服問屋の主が相撲好きで、何かと力士を支援したからという話もあるという。ただし、この語源説が出される以前、先に「タニマチ」という言葉があって後からこうした美談が創作されたと見る説もある。
実際、かつて春場所において相撲部屋が多く谷町の界隈に宿舎を構えたのは事実である。ただ、土俵が減ったこともあり、現在では多くの部屋が大阪府内の堺市、東大阪市、岸和田市に宿舎を置き、特に貴乃花部屋は京都府、田子ノ浦部屋は和歌山県に宿舎を置くなど、分散が進んでいる。
実在のはっきりしている「タニマチ」としては、愛知県一宮市の森家がある。江戸時代から力士によくつかわれた膏薬「浅井万金膏」の販売元であり、昭和の半ば頃まで大相撲の力士の怪我の治療には何かと便宜をはかった。相撲協会でも、一時期国技館の升席を森家とその縁者のために無料開放して、この恩に報いていた。
生國魂（いくたま）神社の周りのお寺はかつて、相撲部屋が林立。贔屓筋の事をタニマチと呼ぶのはこの周りの地名＝谷町から。昭和30年代、初代若乃花は、銀山寺に部屋を取って稽古場に。初代朝潮の稽古場は、現在生國魂神社向かいの公園の中に土俵を作っていたように記憶する。公園はその昔は池でありアメリカザリガニやミジンコなどをよく獲りに行った。大阪場所が始まると拙宅（旧南区高津町）周りのお風呂屋さん（黒門市場周りには歩いて5分以内に7軒のお風呂屋さんが在った）は力士で溢れていた。関取はフンドシかつぎ(弟子)と浴衣姿のママ歩いて大阪府立体育会館へ。すなわち、寺には土俵を作って稽古する広い場所があり、宿泊も可能であり、風呂屋も近く、会場にも近いと言ったすべての条件を満たしていた為この界隈＝谷町筋のお寺に角界の部屋が林立していたことに由来する。一名の医者説もうなづけるが、谷町界隈に在った多数の寺が贔屓筋であったと言う訳だ。ちなみに現在の谷町筋は、昭和45年(1970年)に拡張され寺の数も敷地も減って来た為、稽古場は次第に別の場所に移っていった。しかしタニマチの名前だけは現在も贔屓筋の事を指して言うように残っていった。

## 有名なタニマチ
- 佐川清
- 渡辺広康
- 佐治敬三
- 泉井純一
- 浅田満
- 橋本成一郎
- 細木数子
- 野口美佳
- 高須克弥
- 斎藤智恵子